# شلوميت مالكا
شلوميت مالكا (بالعبرية: שלומית מלכה-לוי بالإنجليزية : Shlomit Malka) اسمها بعد الزواج شلوميت مالكا ليفي ، ويسمى أحيانا شيلوه مالكا؛ ولد 23 ديسمبر 1993 هو عارضة الأزياء الإسرائيلية.

## حياتها
ولدت شلوميت مالكا في رحوفوت ، تل أبيب ، إسرائيل ، لوالدين إسرائيليين. والدها من التراث اليهودي المغربي وأمها من التراث اليهودي الروسي.
كان والدها محامياً وكانت والدتها مديرة علاقات عامة ومستشارة لرئيس وزراء إسرائيل. عندما كانت طفلة ، كانت تحلم بأن تصبح جنديا وطبيب بيطري.

## عملها
في عام 2015 ، أصبحت وجه إعلامي في شركة الملابس الداخلية الإيطالية "Intimissimi" ، و من ثم اتجهت إلى حملاتها الإعلانية الدولية ، خلف أمثال إيرينا شايك ، باربرا بالفين ، بار رافعلي "Bar Refaeli" و أنا بيتريز باروص Ana Beatriz Barros. تم تجديد عقدها كنموذج رائد لـ Intimissimi في عام 2016 وفي عام 2017.
ظهرت في الحملات الدولية الرئيسية لوريال ، أرماني ، رالف لورين ، مايبيلين ، لانكوم ، شانيل ، شوارزكوف ، بيرشكا ، بيبي ، ومولر يوغرت. في عام 2013 ، اقتحمت عشرة نماذج من الكسب الأعلى في إسرائيل.

## الحياة الشخصية
تزوجت من يهودا ليفي سنة 2017.

## روابط خارجية
- شلوميت مالكا على موقع دليل عارضات الأزياء (الإنجليزية)